# Phalloceros ocellatus
Espèce
Phalloceros ocellatus est une espèce de poisson du genre Phalloceros et de la famille des Poeciliidae.